# Giacinta Orsini
Giacinta Orsini de' Duchi di Gravina, duchessa d'Arce (Roma, 24 agosto 1741 – Roma, 9 giugno 1759) è stata una nobile italiana, apparteneva ad una delle più antiche e importanti famiglie nobili d'Italia.

## Biografia
Nacque a Roma nel 1741, figlia di Don Domenico Orsini XV° Duca di Gravina, e di sua moglie la principessa Anna Paola Flaminia Odescalchi. Perse sua madre quando aveva appena un anno di vita; dopo la morte della madre nel 1742, il padre ebbe una profonda crisi spirituale che lo portò alla decisione di voler intraprendere la carriera ecclesiastica nel 1743. Crebbe quindi con l'unico fratello Filippo Bernualdo Orsini. Dotata di un'eccezionale personalità e di un precoce e spiccato talento artistico divenne l'idolo non solo dei Romani ma di ogni dotto straniero che si recasse a Roma.  Fu accolta a soli quattordici anni nell'Accademia dell' Arcadia con il nome di Euridice Ajacidense, fu autrice di vari sonetti e diverse poesie, i cui versi furono molto apprezzati dai suoi contemporanei tra i quali vi era anche Carlo Goldoni, il quale ebbe modo di conoscerla durante il suo soggiorno a Roma e che gli dedicò una commedia intitolata "La vedova spiritosa" .

## Matrimonio, ritratto e morte
Il 25 luglio 1757 sposò Antonio II Boncompagni Ludovisi, V° Principe di Piombino dal 27 marzo del 1777 al 1801, principe di Venosa e duca di Sora. Il matrimonio sancì una delle alleanze più potenti di Roma a quei tempi; non a caso il contratto di matrimonio comprendeva una dote così alta che per l'occasione venne chiesta una speciale autorizzazione a Papa Benedetto XIV in deroga a una bolla di Sisto V contro le doti eccessive. Per l'occasione fu stampata a Roma una raccolta intitolata Adunanze tenute dagli Arcadi tra i quali figurano gli abati Pizzi e Morei.
Nel 1758 Pompeo Batoni ne dipinse il ritratto, con un manoscritto musicale di una cantata di Aurisicchio su parole della stessa Giacinta.
Morì nel 1759 di parto col figlio che portava in grembo, a soli diciassette anni; Il suo corpo fu vestito con abito di monaca francescana.

## Opere
Componimento per musica di Euridice Ajacidense